# Richard Hartmann
Pour les articles homonymes, voir Hartmann.
Richard Hartmann, né à Barr (Bas-Rhin) le 8 novembre 1809 et mort à Chemnitz (Saxe) le 16 décembre 1878, est un industriel allemand d'origine alsacienne. Il fonda à Chemnitz une entreprise de fabrication de machines qui acquit une réputation internationale.

## Biographie
Troisième fils de Jean Hartmann, mégissier à Barr, et de son épouse Madeleine Schwartz, Richard Hartmann fit d'abord un apprentissage de taillandier dans sa ville natale avant de commencer en 1828 son tour de compagnon pour lequel il choisit l'Allemagne. En 1832, il s'installe à Chemnitz, ville saxonne et important centre textile, ce qui rend nécessaire la présence d'ateliers d'entretien et de réparation des machines-outils importées d'Angleterre.

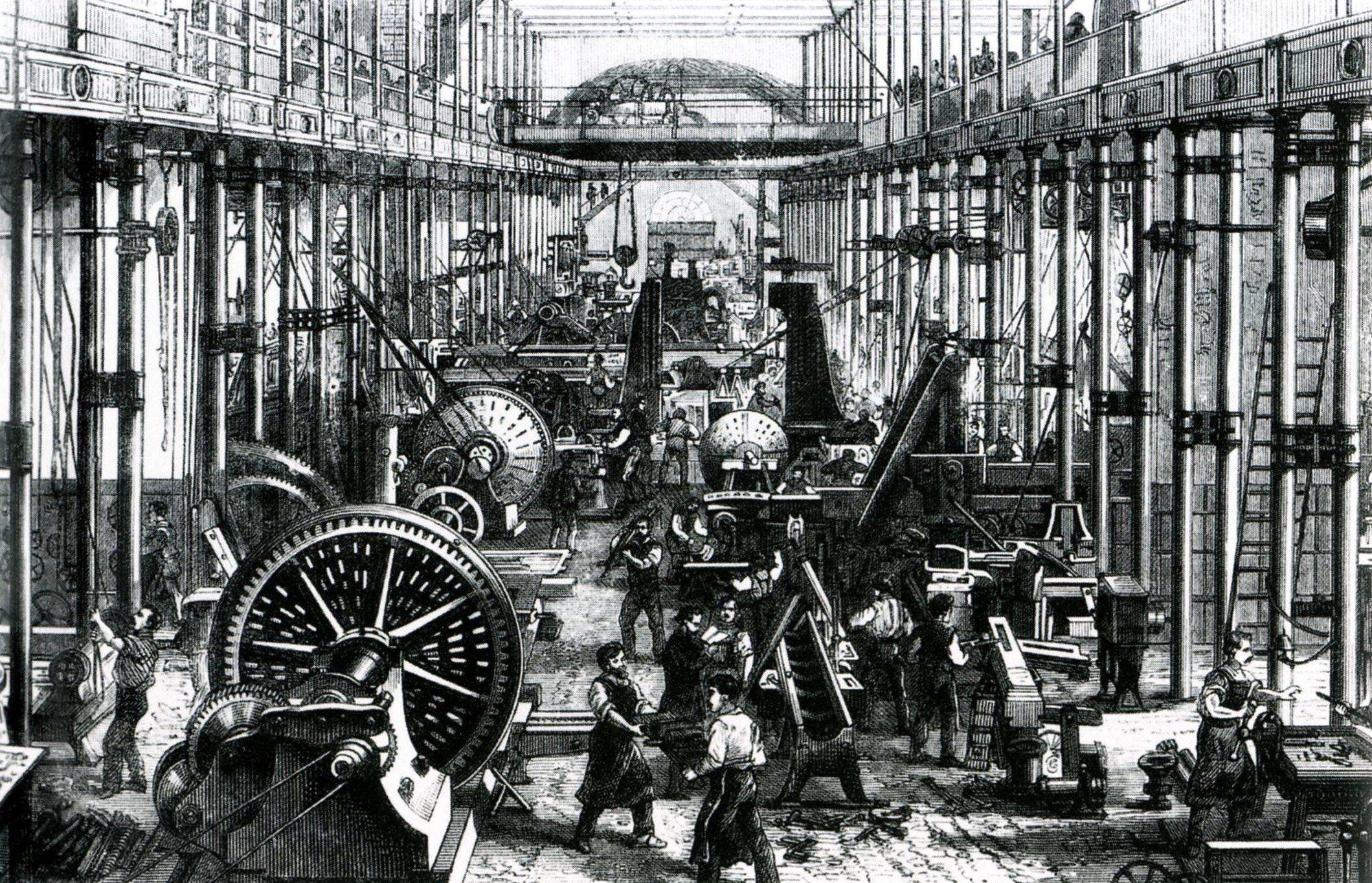
Un atelier de la fabrique Hartmann (1868)

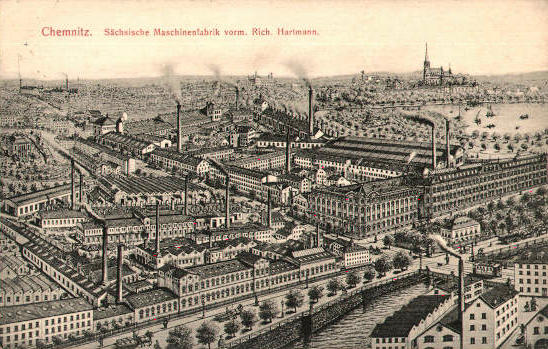
L'usine Hartmann à Chemnitz (c.1905)

Hartmann achève son compagnonnage et devient agent de maîtrise dans l'entreprise Chemnitzer Maschinenbau, de Carl Gottlieb Haubold. Il prend la nationalité allemande et, en 1837, quitte l'entreprise Haubold, s'associe avec un collègue, Karl Illing, et ensemble ils développent une activité de réparation de machines-outils à filer le coton. Enfin, en 1839, il s'associe avec August Götze, fondant l'entreprise Götze & Hartmann, dans laquelle Götze s'occupe du développement commercial, tandis que lui-même dirige la partie technique et industrielle. Cette entreprise se développe rapidement, la création du Zollverein, union douanière allemande, lui assurant des débouchés dans tout le pays. La fabrique se diversifie, en achetant un brevet pour des machines à filer la laine. En 1848, la société, en partenariat avec Theodor Steinmetz, se lance dans la fabrication de locomotives à vapeur, avec succès : il devient fournisseur des chemins de fer saxons, les Königlich Sächsische Staatseisenbahnen.
L'entreprise Hartmann croît continûment, employant en 1857 1 500 ouvriers, puis 3 000 en 1870, et 5 000 ouvriers en 1900. Elle assure des droits sociaux alors peu développés à ses employés, en établissant caisse de maladie, caisse d'accidents, caisse de retraite et logements sociaux[réf. souhaitée].

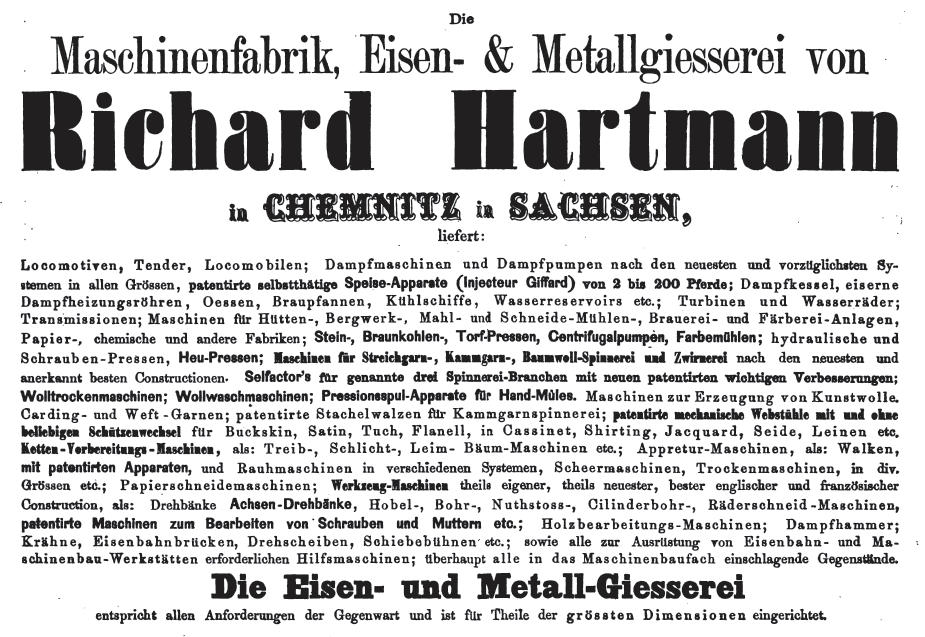
Publicité de l'entreprise Hartmann (1861)

Hartmann s'est montré également un généreux donateur, notamment en dotant l'hôpital de sa ville natale alsacienne d'un legs de 20 000 francs ; en reconnaissance, le 12 mai 1884 Barr donna son nom à sa rue de naissance, la Neue Gasse (Rue Neuve). À Barr, il existe également une rue Richard-Hartmann, tandis qu'une plaque mémoriale a été apposée sur sa maison natale.